# Hayabusa (tren)
El Hayabusa (はやぶさ?   "halcón peregrino") es un servicio ferroviario Shinkansen de alta velocidad operado por East Japan Railway Company (JR East) y Hokkaido Railway Company (JR Hokkaido) entre Tokio y Shin-Hakodate-Hokuto en Japón desde el 26 de marzo de 2016. El nombre se utilizaba anteriormente para un servicio expreso limitado de coches cama operado por JR Kyushu, que iba de Tokio a Kumamoto, y que se interrumpió en marzo de 2009.

## Servicio
El Hayabusa se detiene en las siguientes estaciones:
- Tokio
- Ueno*
- Ōmiya
- Sendai
- Furukawa*
- Kurikoma-Kōgen*
- Ichinoseki*
- Mizusawa-Esashi*
- Kitakami*
- Shin-Hanamaki*
- Morioka
- Iwate-Numakunai*
- Ninohe*
- Hachinohe*
- Shichinohe-Towada*
- Shin-Aomori
- Okutsugaru-Imabetsu*
- Kikonai*
- Shin-Hakodate-Hokuto

(*) No hay servicio de todos los trenes
La mayoría de los trenes Hayabusa están acoplados a un tren Akita Shinkansen Komachi entre Tokio y Morioka.
El servicio más rápido de Tokio a Shin-Hakodate-Hokuto dura aproximadamente 3 horas y 57 minutos. Algunos servicios de Hayabusa comienzan o terminan en la estación de Shin-Aomori.

## Formación del tren
Los servicios Hayabusa suelen ser operados por trenes de la serie E5 o H5 de 10 coches, con el coche 1 en el extremo de Tokio. Todos los asientos están reservados y no se permite fumar.
| Número de coche | 1        | 2        | 3                | 4        | 5                                                 | 6        | 7        | 8        | 9                            | 10        |
| Clase           | Estándar | Estándar | Estándar         | Estándar | Estándar                                          | Estándar | Estándar | Estándar | Coche verde                  | GranClass |
| --------------- | -------- | -------- | ---------------- | -------- | ------------------------------------------------- | -------- | -------- | -------- | ---------------------------- | --------- |
| Equipamientos   |          |          | Teléfono público |          | - Teléfono público - Espacio para silla de ruedas |          |          |          | Espacio para silla de ruedas |           |

Los trenes Hayabusa disponen de alojamientos GranClass de primera calidad con asientos de cuero 2+1 y comida y bebida de cortesía, incluido el alcohol.

## Historia

### Servicio de coches cama (1958-2009)

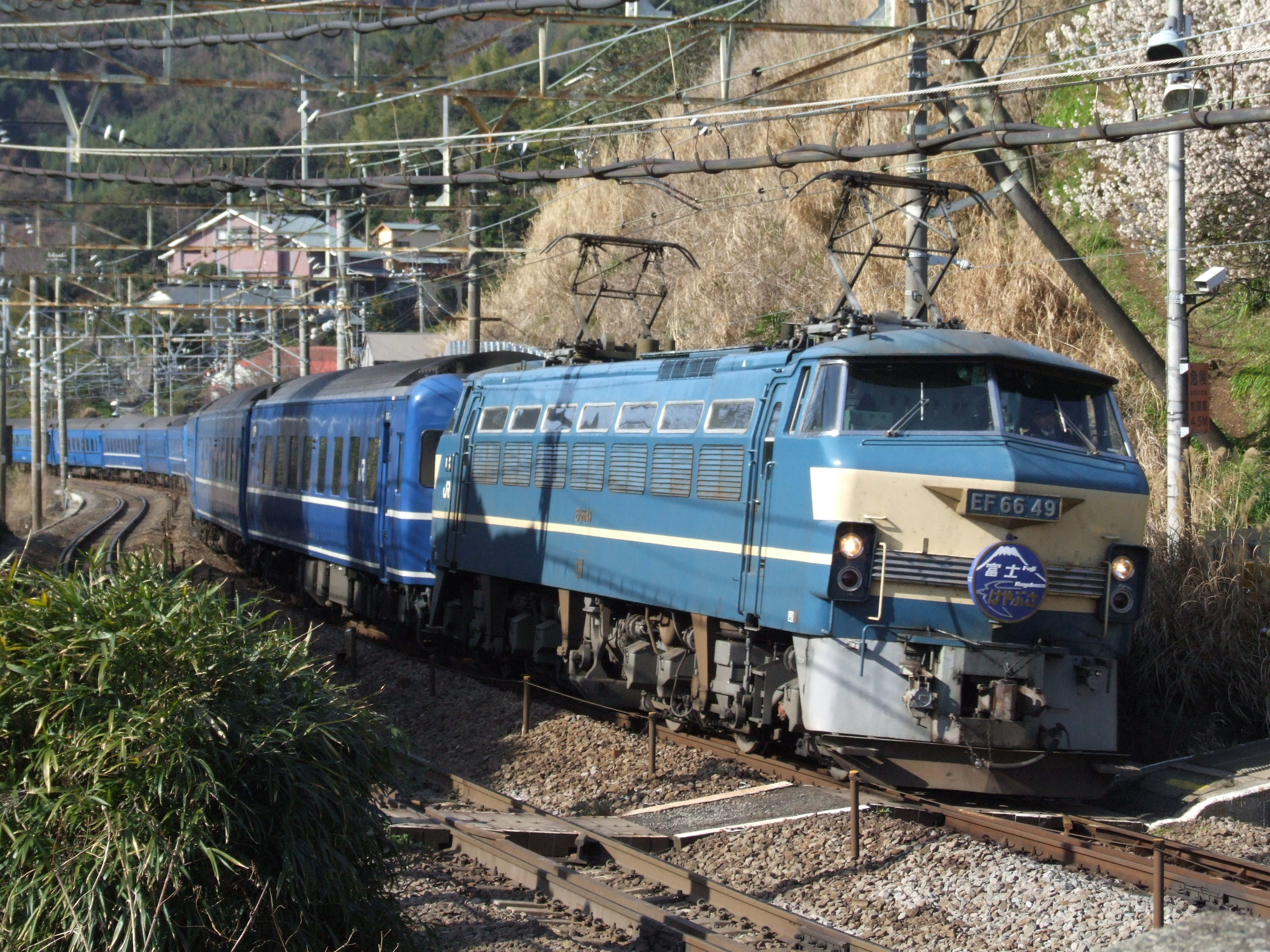
Servicio combinado Fuji/Hayabusa transportado por una locomotora EF66, marzo de 2009.

El servicio Hayabusa comenzó el 1 de octubre de 1958, operando entre Tokio y Kagoshima. A partir del 20 de julio de 1960, el tren se amplió con vagones-cama de la serie 20 y se extendió a Nishi-Kagoshima (ahora Kagoshima-Chūō). A partir del 9 de marzo de 1975, el tren fue mejorado con vagones-cama de la serie 24.
El servicio de coche restaurante se interrumpió a partir de marzo de 1993.
A partir del 4 de diciembre de 1999, el Hayabusa se combinó con el servicio Sakura entre Tokio y Tosu.
A partir del 1 de marzo de 2005, el Hayabusa se combinó con el servicio Fuji entre Tokio y Moji, tras la interrupción del servicio Sakura, que anteriormente operaba conjuntamente con el Hayabusa.

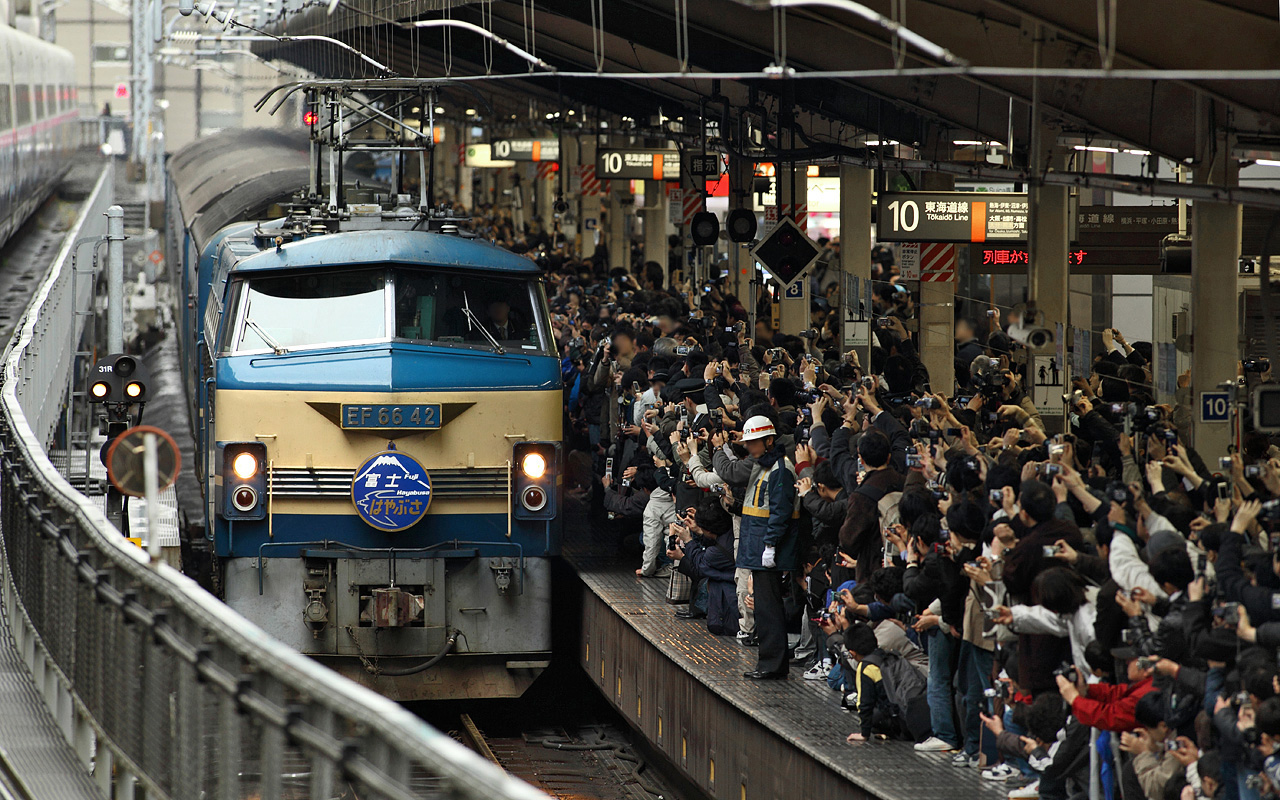
El último servicio de Hayabusa y Fuji tras llegar a la estación de Tokio, 14 de marzo de 2009.

Finalmente, debido a la disminución del número de pasajeros, el Hayabusa, junto con su servicio homólogo, el Fuji, se suprimió a partir del inicio del horario revisado el 14 de marzo de 2009.

### Servicio Shinkansen (2011-)
A partir del 5 de marzo de 2011, el nombre de Hayabusa se recuperó para los nuevos servicios de shinkansen de 300 km/h operados por JR East entre Tokio y Shin-Aomori con nuevas trenes de la serie E5, y se extendió hasta la estación de Shin-Hakodate-Hokuto el 26 de marzo de 2016.

## Material rodante

### Servicio de coche cama
En sus últimos días, el tren expreso limitado estaba formado por 14 coches cama de serie con base en el depósito de Kumamoto de JR Kyushu, que solían ser seis coches en la parte de Hayabusa y seis en la parte de Fuji. El tren era arrastrado por una locomotora eléctrica JR West EF66 entre Tokio y Shimonoseki, una locomotora eléctrica JR Kyushu EF81-400 entre Shimonoseki y Moji (a través del túnel submarino Kanmon), y por una locomotora eléctrica JR Kyushu ED76 desde Moji hasta Kumamoto.

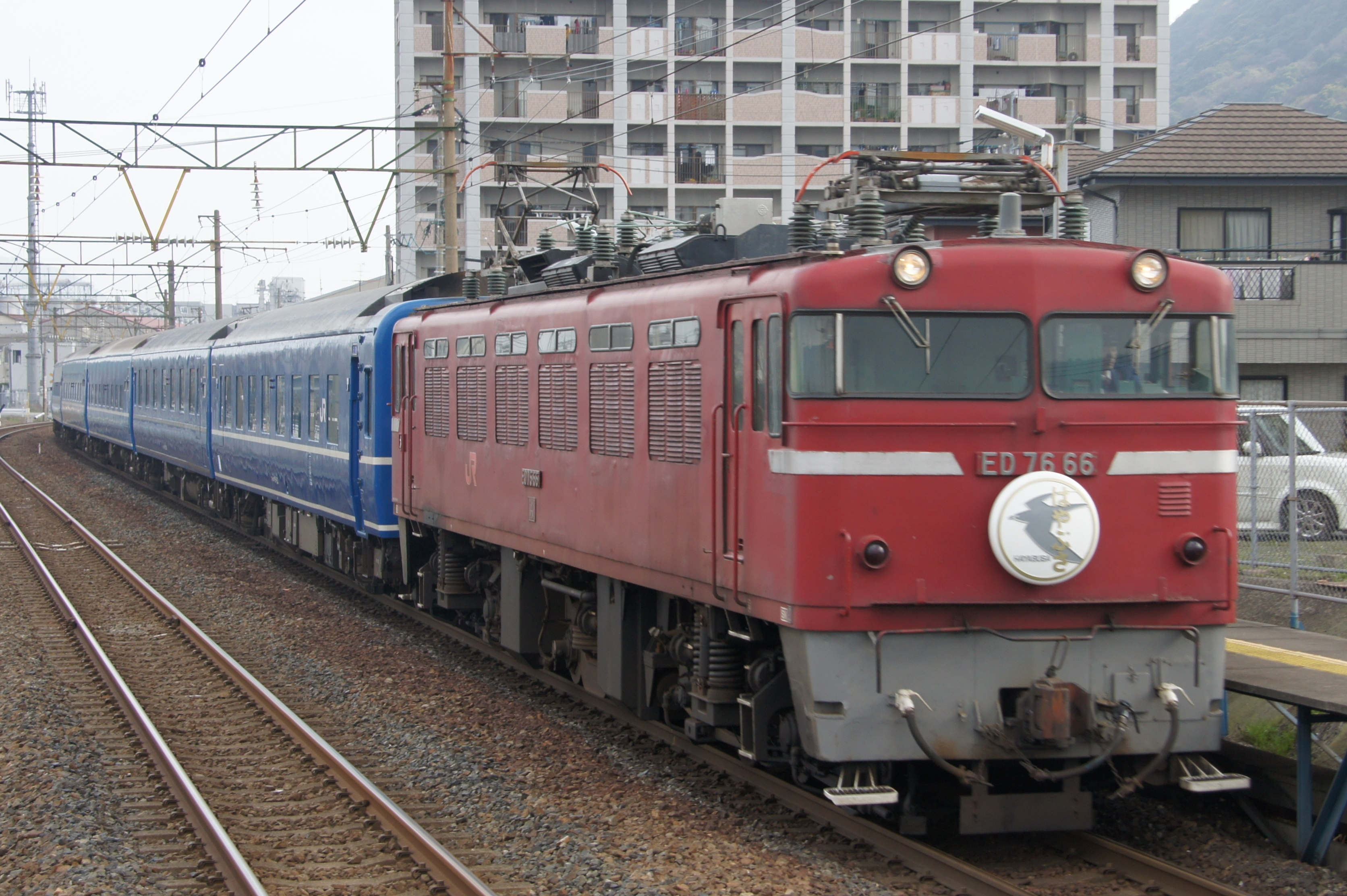
ED76 en un servicio Hayabusa, marzo de 2010.
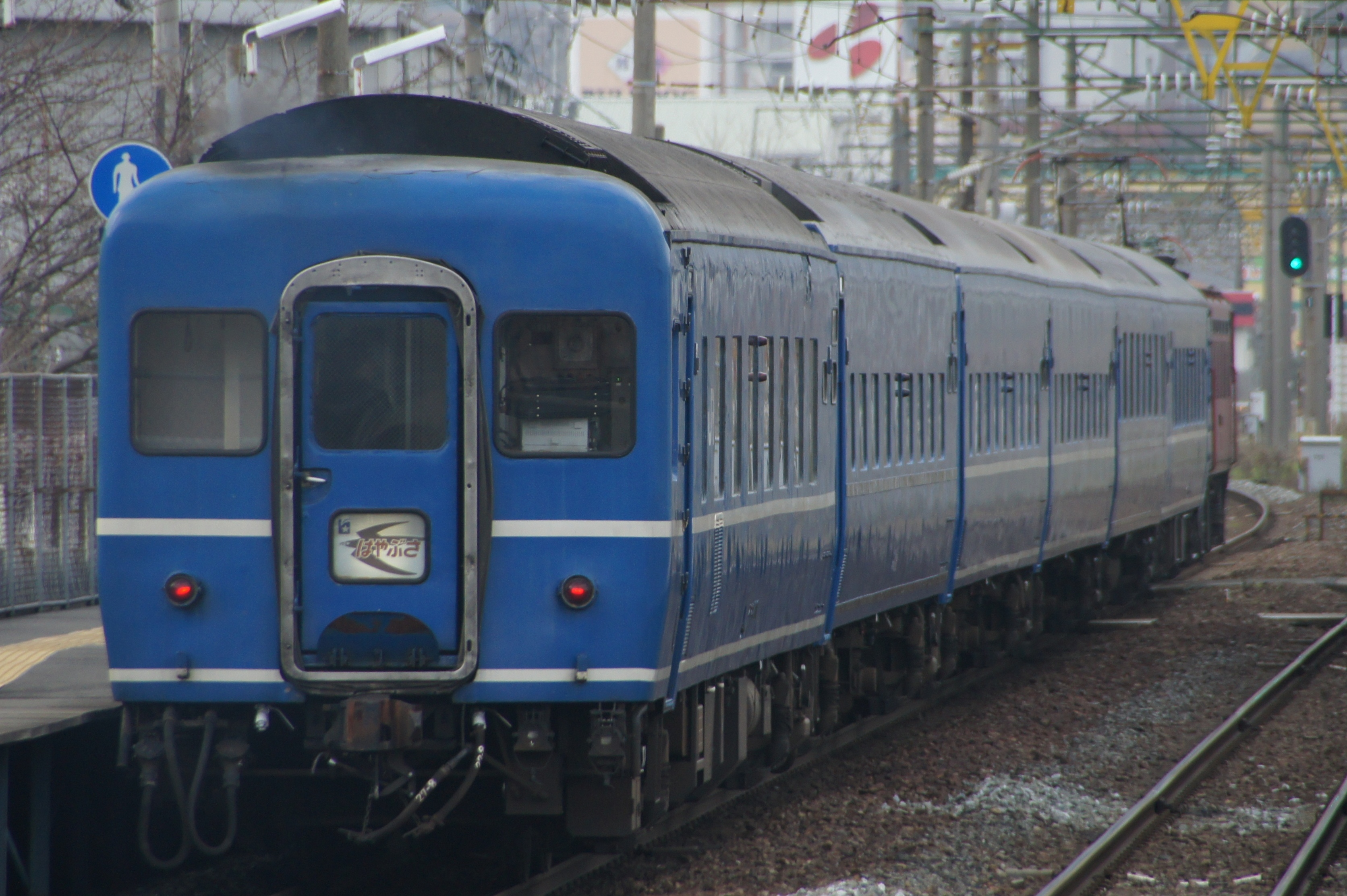
Autocar de la serie 14 en la parte trasera del servicio Hayabusa, marzo de 2010.

#### Tipos de locomotoras utilizadas
- EF60-500 (Tokio - Shimonoseki, desde el 29 de diciembre de 1963)[4]
- EF65-500 (Tokio - Shimonoseki, desde el 1 de octubre de 1965)[4]
- EF65-1000 (Tokio - Shimonoseki, desde julio de 1978)[4]
- EF66 (Tokio - Shimonoseki, desde el 14 de marzo de 1985)[4]

### Servicio Shinkansen

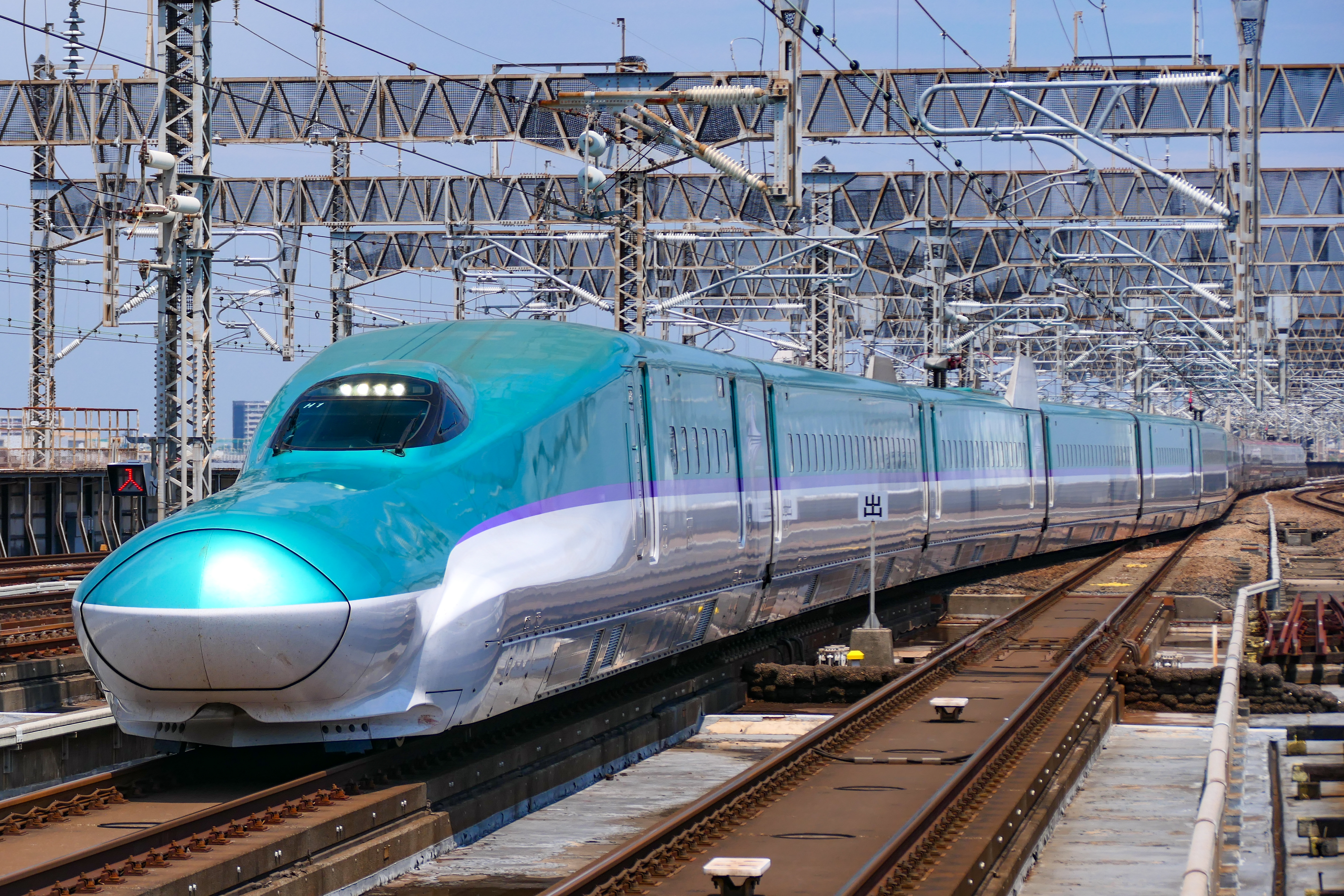
Una serie H5 de JR Hokkaido en un servicio combinado de Hayabusa y Komachi en junio de 2022.

Los nuevos servicios de shinkansen Hayabusa utilizan conjuntos de la serie E5 de 10 coches, que inicialmente funcionaban a una velocidad máxima de 300 km/h entre Utsunomiya y Morioka. La velocidad máxima se elevó a 320 km/h desde el inicio del horario revisado el 16 de marzo de 2013. A partir de la misma fecha, algunos servicios circulan acoplados a los servicios Super Komachi de la serie E6 entre Tokio y Morioka. Estos servicios estaban limitados a una velocidad máxima de 300 km/h. Desde el 15 de marzo de 2014, el nombre de los servicios Super Komachi volvió a ser simplemente Komachi, y la velocidad máxima se elevó a 320 km/h; desde la misma fecha, algunos servicios Hayabusa son operados por conjuntos de la serie E5 de 10 coches acoplados a conjuntos de la serie E6 de 7 coches. En Morioka, las series E5 y E6 se desacoplan, continuando la serie E5 por el Shinkansen de Tohoku como Hayabusa y girando la serie E6 hacia el Shinkansen de Akita como Komachi.
A partir del 26 de marzo de 2016, con la apertura del Shinkansen de Hokkaido desde Shin-Aomori a Shin-Hakodate-Hokuto, se utilizó el nombre Hayabusa para los servicios que operan entre Tokio, Sendai y Shin-Hakodate-Hokuto. Desde el inicio de la revisión de los horarios del 26 de marzo de 2016, hay diez servicios de ida y vuelta diarios entre Tokio y Shin-Hakodate-Hokuto, y un servicio de ida y vuelta diario entre Sendai y Shin-Hakodate-Hokuto.